# Sobuczyna (struga)
Sobuczyna – struga, prawy dopływ Konopki o długości 5,09 km.
Źródło ma na terenie gminy Poczesna. Przez Częstochowę przepływa na odcinku 3,2 km, gdzie w dzielnicy Kuźnica uchodzi do Konopki.